# Empoasca saxosa
Empoasca saxosa är en insektsart som beskrevs av Cunningham och Ross 1965. Empoasca saxosa ingår i släktet Empoasca och familjen dvärgstritar. Inga underarter finns listade i Catalogue of Life.